# NGC 3343
NGC 3343 este o galaxie eliptică situată în constelația Dragonul. A fost descoperită în 3 aprilie 1785 de către William Herschel. Se află la o distanță de 90,08 de megaparseci de Pământ.